# 上海市实验学校
上海市实验学校，简称“上实”或“市实验”。前身是上海师范大学教育科学研究所"中小学教育体系整体改革实验班"，1987年学校由上海市人民政府发文成立，1995年成为上海市教委直接领导的一所市重点学校，是一所集教育科研于一体的中小学十年一贯制的学校。

## 学校历史
- 上海市实验学校前身是上海师范大学教育科学研究所"中小学教育体系整体改革实验班"，1986年学校由上海市人民政府发文成立。
- 1987年江泽民同志亲自参加学校落成典礼并题写校名，同时参加落成典礼的还有陈铁迪、谢丽娟和王生洪等市领导。
- 1993年，时任中共上海市委副书记陈至立同志在上海市教育局局长袁采陪同下，前来学校调研。
- 1994年高教局局长徐匡迪视察学校情况。
- 1995年成为上海市教委直接领导的一所市重点学校。
- 2007年，上海市副市长沈晓明同志来校视察工作。

## 学校组成
- 中学部：中学部（初中、高中）位于浦东新区东明路300号，占地111亩，建筑面积29309平方米；
- 小学部：小学部位于浦东新区南码头路1316弄1号；
- 国际部：国际部位于徐汇区田林13村1号，招收境外学生。
- 委托管理学校：上海市致远中学、上海市实验学校东校、上海市实验学校西校、上海市实验学校附属光明学校、上海市实验学校附属小学。
- 旧校址：浦东大道 1600 号。
- 新校址：东明路300号

## 特色
学校通过对学制、课程、教材、教法、教学管理等方面的整体改革，早期开发儿童智慧潜能，和谐发展学生个性，精致教育教学过程，培养具有自我发展能力和富有创造精神的优秀中学毕业生，从而使学生在十六岁左右考入大学，在二十来岁就能进入创造发明最佳期。上海市实验学校的学生具有终身学习观念和持续发展能力。

### 学制
学校的基本学制为小学初中高中十年一贯制（其他学生多为——小学和初中九年义务制教育加高中三年教学）。同时学校根据学生认识发展的节奏和水平，因材施教，采用弹性学制。即大部分学生实行十年一贯制，少部分学生可以用不到十年或超过十年时间完成基础教育。
学生大多上四年的小学，再上三年的初中。这七年中的教学进度和模式与外校截然不同，使用自己独特的教材和教学进度。经过七年的教学，初中毕业时，可与外校接轨，高中使用与其他学校相类似的教材和教学进度。

### 小班化教学
上海市实验学校早在80年代中期就实行小班化教学，每班班额控制在30-36人。为了适应21世纪教育需要，学校将进一步减少班额数。但是该数据仅适用于小学部（按 2006 年平均，每班约 27 人）和初中部（2011 年，每班约 32 人）还有国际部（2021-2022，高年级平均22人每班，低年级平均24人每班。）按 2011 年数据，高中部每班约 41 人。

### 特需课程
几乎所有在高中被选入创新班的学生以及部分其他班级的学生会申报并且参加特需课程，由学校提供实验室、机房一类的资源，学生选择指导老师并进行研究性学习，并在学年末或学期末提交研究报告或者小论文。在初中也有类似的小论文提交要求，但基本上只有获得了第一批创新班名额的学生才可以申请使用学校资源。一些学生的特需课程，例如数学建模，直接和学校的相关竞赛活动绑定。

### 社团
如一些其他学校一样，上海市实验学校有一个社团机制。在初中以及高中，学生可以在周五的社团课时间参加社团活动。大部分社团是以指导老师作为授课者，学生直接学习的类似兴趣班的模式。也有一些社团，例如数学建模，直接和学校的相关竞赛活动绑定。
一般来说，初中社团要求六人才能创建，而高中社团要求十人。

## 教学成果
上海市实验学校的高中部因为过去曾长期不从外面招生，而且刚刚创建不久，缺乏经验，对外招生名额少，所以高中部远远没有其他市重点有名。
上海市实验学校自2002年连续4年高考100%升学率。一本率在80%以上。2013年高考一本率85.71%，2014年高考一本率90%，2015年高考一本率92.6%。

### 名校录取
据不完全统计：2007年，上海市实验学校有4名同学考入清华大学，其中1名预录取。1名同学考入北京大学。另有2名考入香港大学，1名考入香港中文大学，1名考入香港城市大学。另有1名考入美国康奈尔大学，1名被选入法国的一个理工科大学项目，2008年又有2名同学考入清华，其中1名预录取。